# Dodgeball
Dodgeball是基于地理位置的移动社交网络软件供应商。用户向服务器发送位置后，可向朋友圈分享周边的有趣场所。2005年Google收购了停服的Dodgeball，2009年更名为谷歌纵横 。
2000年，纽约大学学生丹尼斯·克罗利和亚历克斯·雷纳特创设了Dodgeball，2005年该公司被谷歌收购。因克罗利对这一经历感到“沮丧至极”，2007年4月，克罗利和雷纳特离开谷歌。克罗利在纳文·塞尔瓦杜莱的帮助下，创建类似的服务Foursquare。
2009年1月，谷歌工程部副主管维克·冈多特拉宣布将在未来几个月内，关闭Dodgeball服务。2009年2月，谷歌纵横上线，Dodegeball正式落下帷幕。